# Lista sinagogilor din România

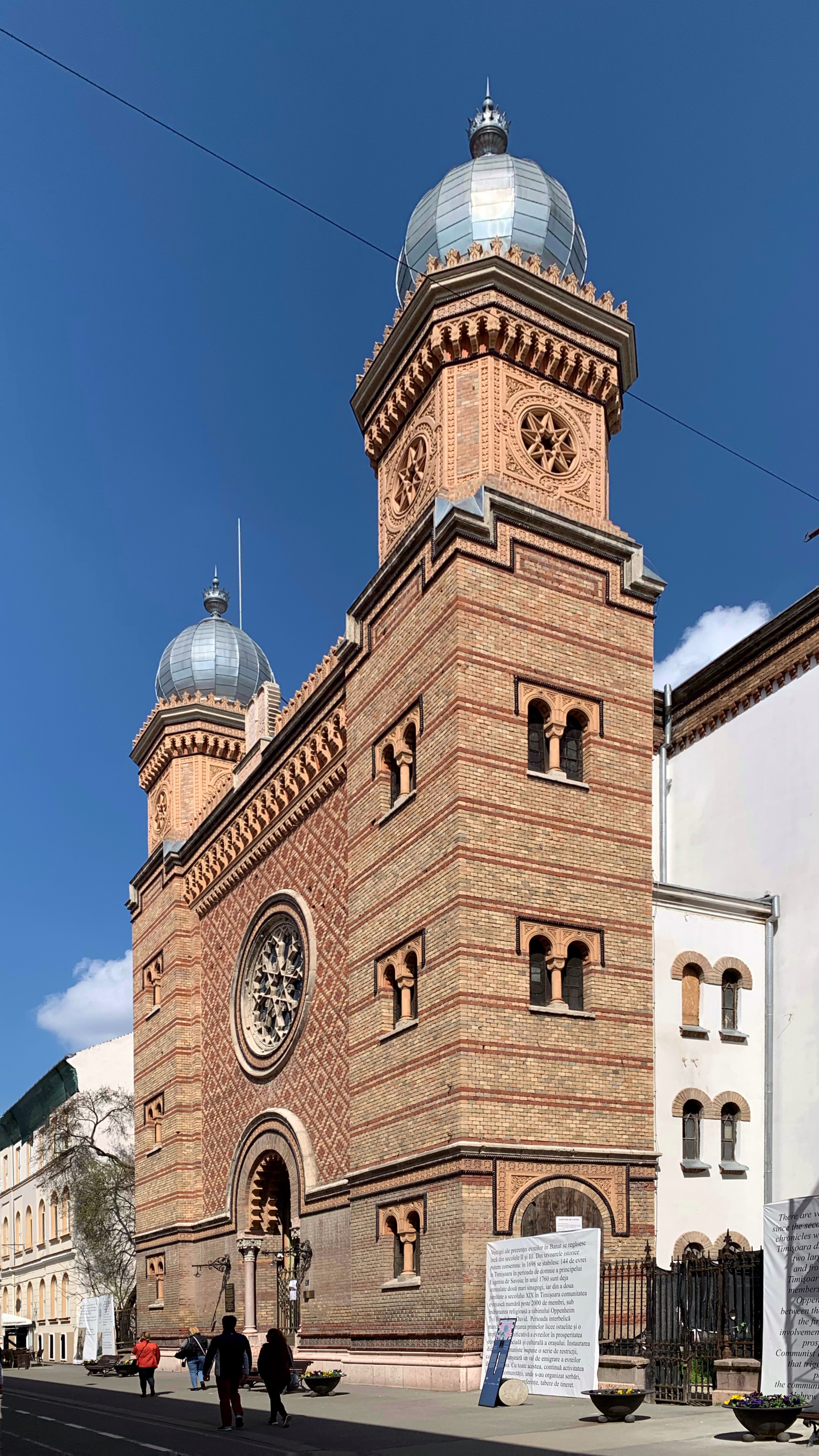
Sinagoga din Cetate-Timișoara

Aceasta este o listă de sinagogi din România. Împărțirea este făcută pe regiuni istorice, în ordine alfabetică. Sunt evidențiate localitățile cu două sau mai multe sinagogi.

## Banat
- Timișoara
  - Sinagoga Ortodoxă din Fabric, 1889
  - Sinagoga din Cetate, 1865
  - Sinagoga din Fabric, 1889
  - Sinagoga din Iosefin, 1895
- Alte localități
  - Sinagoga din Caransebeș, 1894
  - Sinagoga din Lugoj (Sinagoga sefardă mică), 1843
  - Sinagoga din Reșița, 1907

## Bucovina
- Câmpulung Moldovenesc
  - Sinagoga Mare, sec. XIX
  - Templul Havre Gah, 1873
- Rădăuți

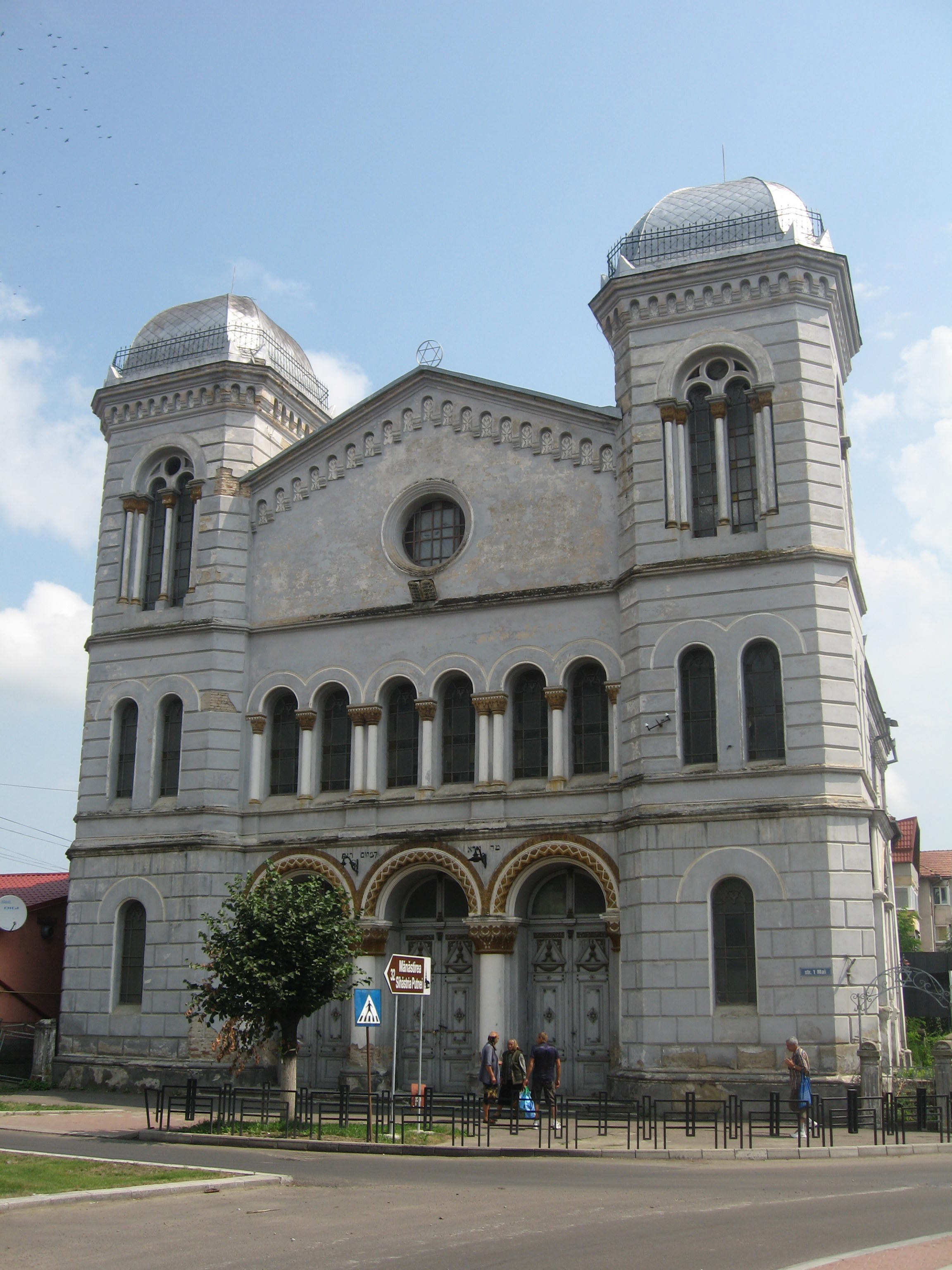
Templul Mare din Rădăuți

  - Sinagoga de pe str. Topliței nr. 10, sec. XX
  - Sinagoga de pe str. 1 Mai nr. 31
  - Templul Mare, 1883
- Suceava
  - Sinagoga Gah din Suceava, 1870
  - Sinagoga din Ițcani - demolată în 2008
- Vatra Dornei
  - Sinagoga de pe strada Luceafărul, sec. XX
  - Templul Mare, 1898-1902
- Alte localități
  - Sinagoga Mare din Gura Humorului, 1871
  - Templul Mare din Siret, 1840

## București
- Sinagoga Bet Hamidraș, sec. XX

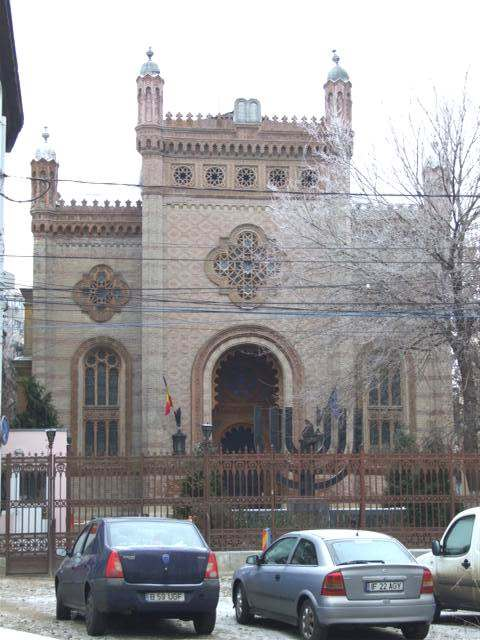
Templul Coral din București

- Sinagoga Eșua Tova (Sinagoga Podul Mogoșoaiei), 1827
- Sinagoga Mare (Memorialul martirilor evrei "Rabin-șef dr. Moses Rosen"), 1845
- Templul Coral, 1866
- Templul Credința, 1926
- Templul Unirea Sfântă (Muzeul de Istorie a Comunității Evreiești din România), 1836

## Crișana
- Arad
  - Sinagoga Neologă, 1834
  - Sinagoga Ortodoxă, 1920
- Oradea

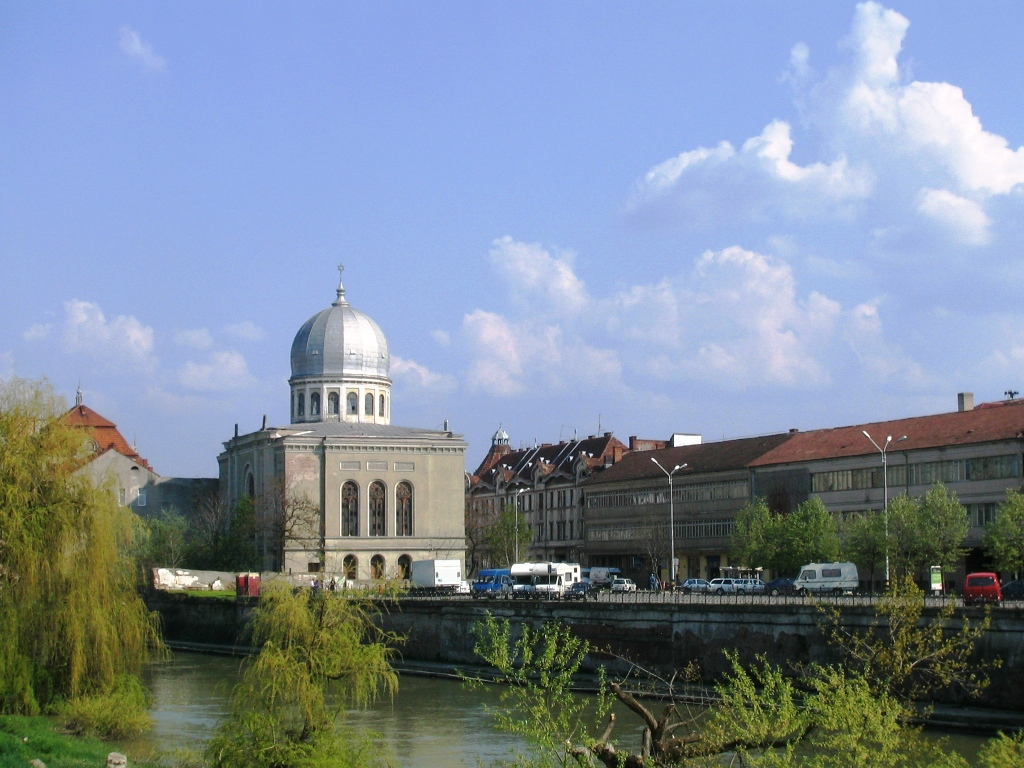
Sinagoga neologă din Oradea

  - Sinagoga Neologă (Templul Sion), 1878, reabilitata si introdusa in circuit turistic printr-un parteneriat intre Comunitatea Evreilor din Oradea si Primaria Oradea. Proiect finantat din fonduri europene, arh. Puscas Cristian. Str. Independentei, nr. 22.
  - Sinagoga Mare Ortodoxă, 1890. Restaurata cu resurse financiare proprii Comunitatii Evreilor din Oradea si Federatiei Comunitatilor Evreiesti din Romania. Arh. Puscas Cristian. Str. M. Viteazu, nr. 4.
  - Sinagoga de pe str. Cetății, 1878 - demolata
  - Sinagoga de pe str. Crinului, apartinand dinastiei de Vijnita, construita in jurul anului 1916
  - Sinagoga Aachvas Rein, 1926. Proiect antebelic, executat in perioada interbelica. Sinagoga nu are pictura parietala. Proiect de conversie in muzeu al evreilor din Oradea si Bihor, in parteneriat cu Muzeul Tarii Crisurilor si Primaria Orade. Arh. Puscas Cristian. Str. Primariei, nr. 25.
  - Sinagoga ortodoxa Poale Cedek, 1924. Exista urme de pictura parietala de inspiratie maura.nStr. T. Vladimirescu, nr. 18
  - Sinagoga Mica Ortodoxa, Sas Chevra, 1896, str. M. Viteazu, nr. 4. Sinagoga folosita in prezent pentru desfasurarea minianului si a altor servicii religioase. Pictura parietala de inspiratie maura. Proiect de reabilitare arh. Puscas Cristian
  - Sinagoga privata din Palatul Ullmann. In prezent, spatiul este folosit ca si atelier de creatie artistica.

## Dobrogea
- Templul Sefard din Constanța, 1866 (demolat în 1989)
- Sinagoga Mare din Constanța, 1911
- Sinagoga din Tulcea (Templul evreiesc), 1893

## Maramureș
- Baia Mare
  - Sinagoga din Baia Mare, 1885
- Seini
  - Sinagoga din Seini, 1904
- Sighetu Marmației

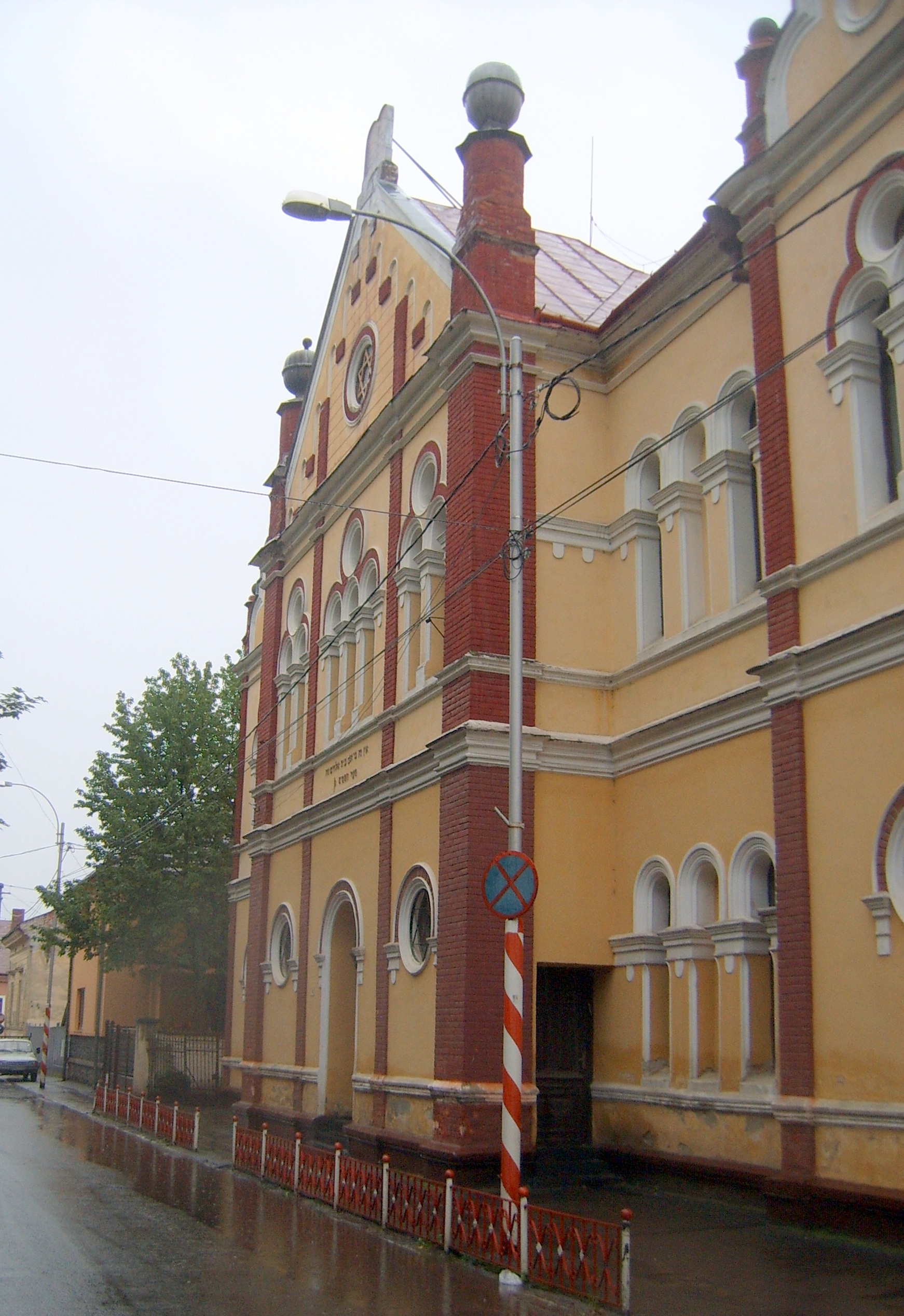
Sinagoga din Sighet

  - Templul Vijnițer Klaus din Sighetu Marmației, 1885
- Satu Mare
  - Sinagoga din strada Țibleș, 1912
  - Sinagoga "Share Tova", 1889 (lângă Templul Mare)
  - Templul Mare, 1892
- Carei
  - Sinagoga din Carei, 1870

## Moldova
- Bacău
  - Sinagoga Avram Arie Rosen, 1850
  - Sinagoga Cerealiștilor, 1887
- Botoșani
  - Sinagoga Mare, 1834

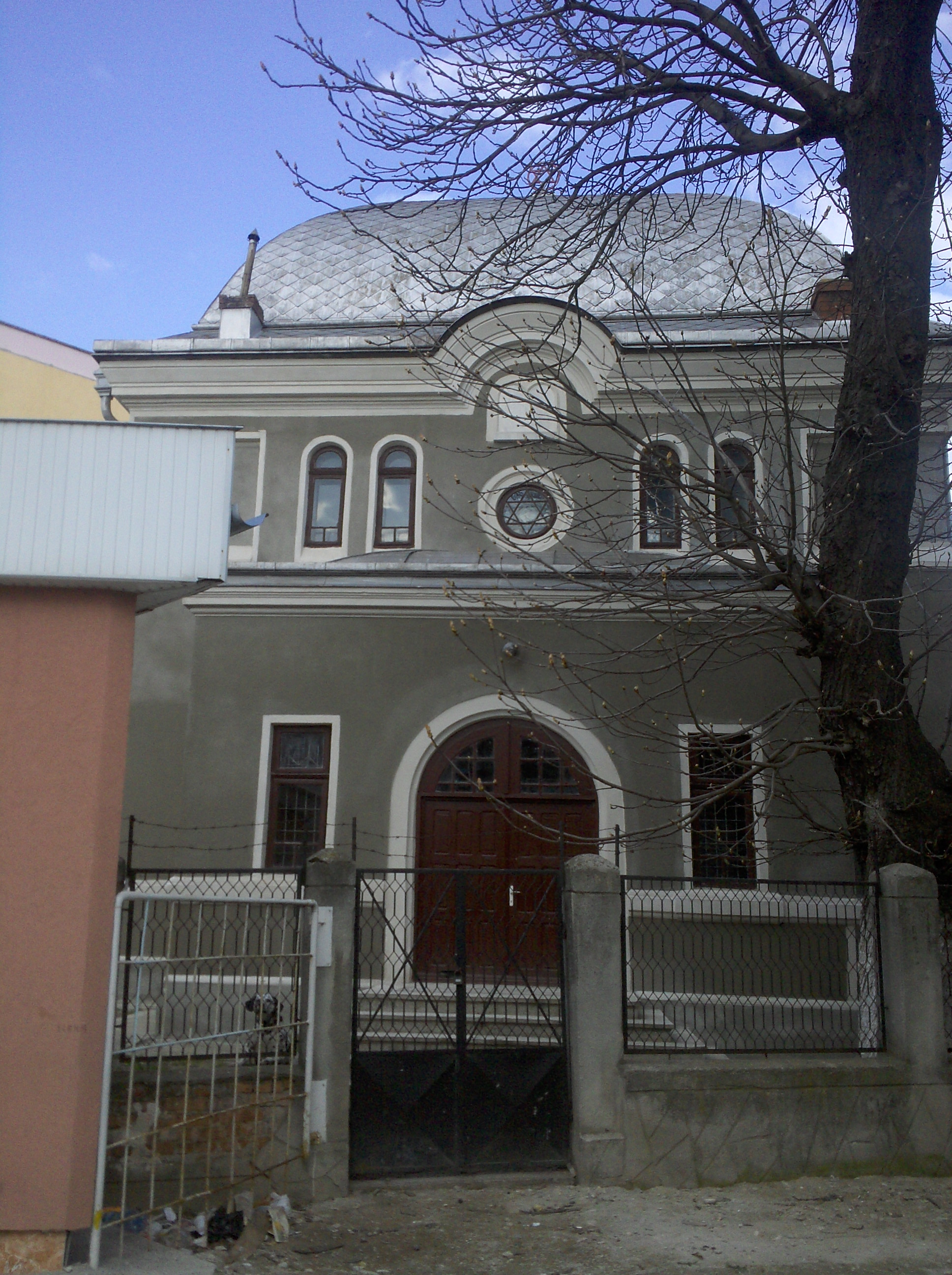
Sinagoga Leipzinger din Roman

  - Sinagoga de pe Str. Vornic Boldur, sec. XVIII-XIX
- Dorohoi
  - Sinagoga Beth Solomon, 1790
  - Sinagogă, 1790
- Fălticeni
  - Sinagoga Mare, 1838-1854
  - Sinagogă, 1890
- Galați
  - Templul Meseriașilor din Galați, 1875
- Iași
  - Sinagoga Cismarilor
  - Sinagoga Mare, 1671
  - Sinagoga Merarilor, 1865
  - Templul Neuschotz, 1865, singura sinagogă reformată din Iași, demolat în 1940 după bombardament
  - Sinagoga Schor, 1895
- Piatra Neamț
  - Sinagoga Baal Shem Tov (Sinagoga Catedrală, de lemn), 1766
  - Sinagoga Leipziger, 1898
- Roman
  - Sinagoga Croitorilor (Sinagoga "Poale Tedek")
  - Sinagoga Leipziger, 1850
- Tecuci

- - Sinagoga din strada Bran, 1840

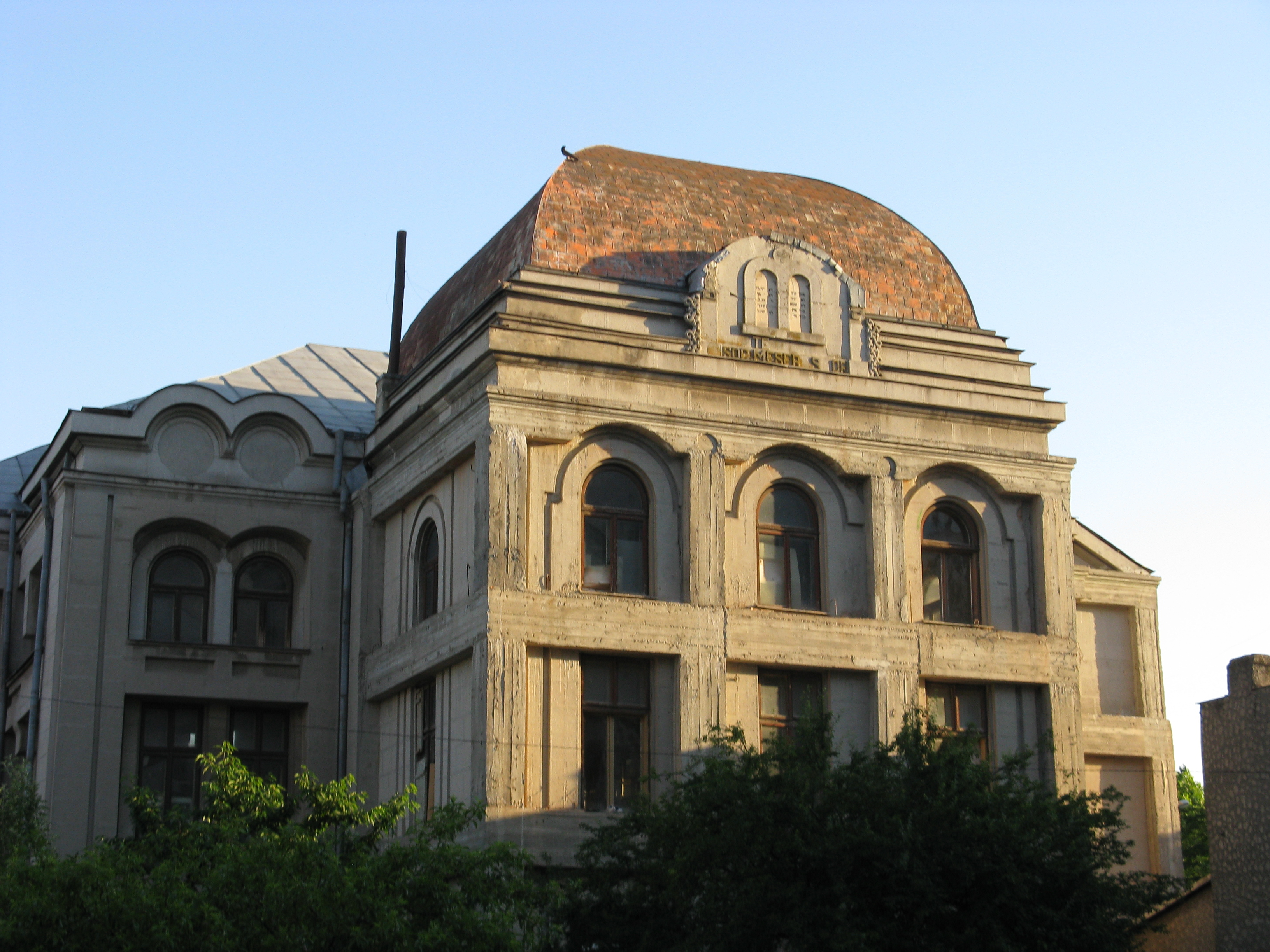
Templul Meseriașilor din Galați

  - Sinagoga din strada Gh.Asachi, sec. XX
- Târgu Ocna (toate demolate de comuniști)

- - Sinagoga Comercianților (1832)
  - Sinagoga Mare (1890)
  - Sinagoga Meseriașilor croitorilor și cismari (și cu Feredeu/baie publică)
  - Sinagoga de pe strada Vasile Alecsandri

- Alte localități
  - Templul Mare din Bârlad, 1789
  - Sinagoga din Buhuși (Curtea Rabinică), 1859
  - Sinagoga "Ahai Vereai" din Focșani, 1889
  - Sinagoga Mare din Hârlău, 1812-1814
  - Sinagoga Croitorilor din Huși, 1860
  - Sinagoga din Odobești, sec. XIX-XX
  - Sinagoga din Săveni, sec. XX
  - Sinagoga Meseriașilor din Târgu Neamț, 1870
  - Sinagoga din Vaslui, sec. XIX

## Muntenia
- Templul Coral din Brăila, 1862
- Sinagoga din Buzău, 1855
- Sinagoga din Câmpina, 1904
- Sinagoga din Pitești, 1919-1925

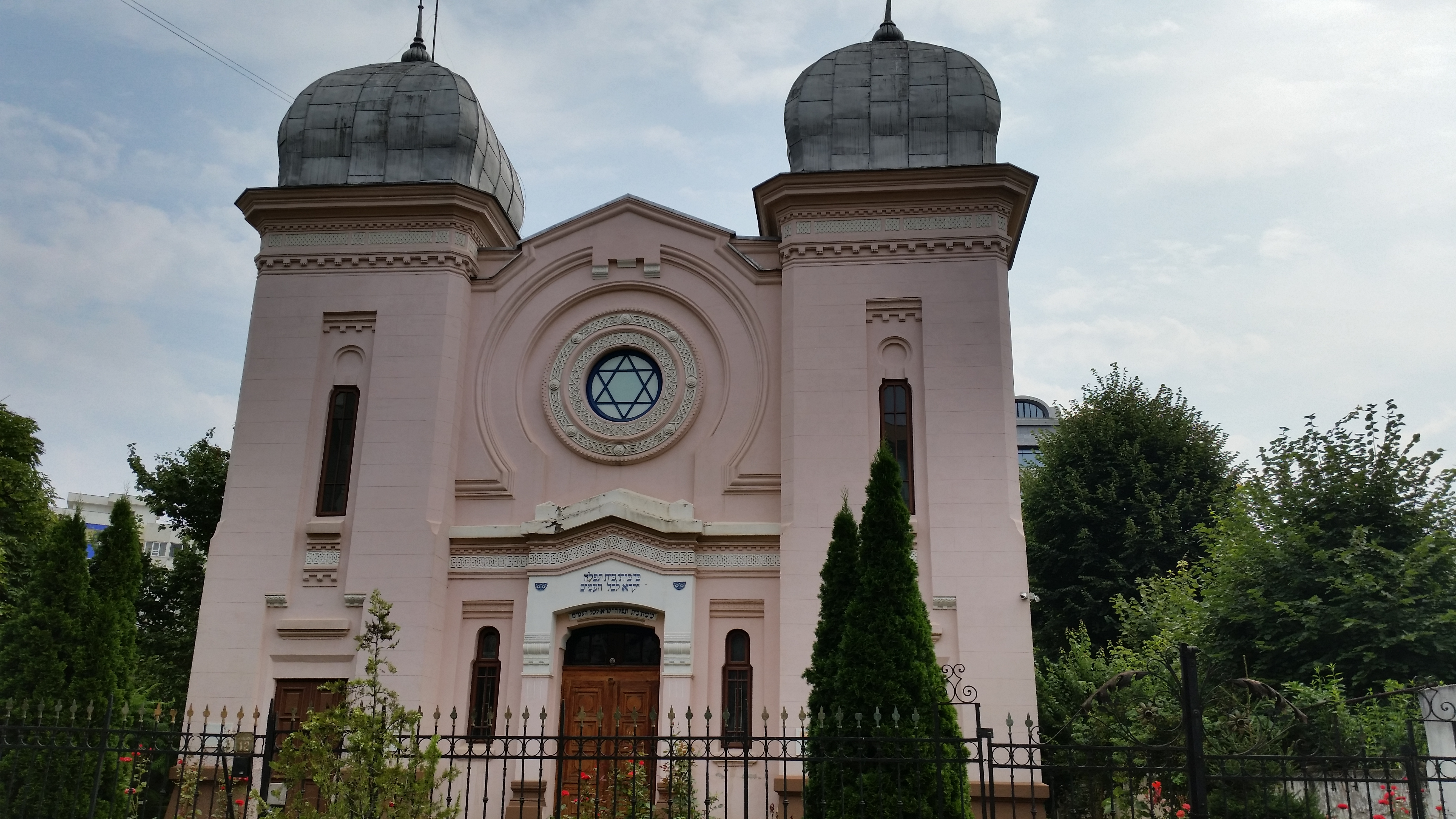
Sinagoga Beth Israel din Ploiești

- Sinagoga Beth Israel din Ploiești, 1910
- Sinagoga din Râmnicu Sărat, 1855
- Sinagoga din Târgoviște, 1880

## Oltenia
- Drobeta Turnu Severin
  - Sinagoga Așkenază
  - Sinagogă
- Alte localități 
  - Sinagoga din Caracal, 1902
  - Templul Coral din Craiova, 1832

## Transilvania
- Alba Iulia
  - Sinagoga din Alba Iulia, 1840
- Brașov
  - Sinagoga Neologă, 1901
  - Sinagoga Ortodoxă, 1924
- Cluj
  - Sinagoga Ortodoxă, 1851

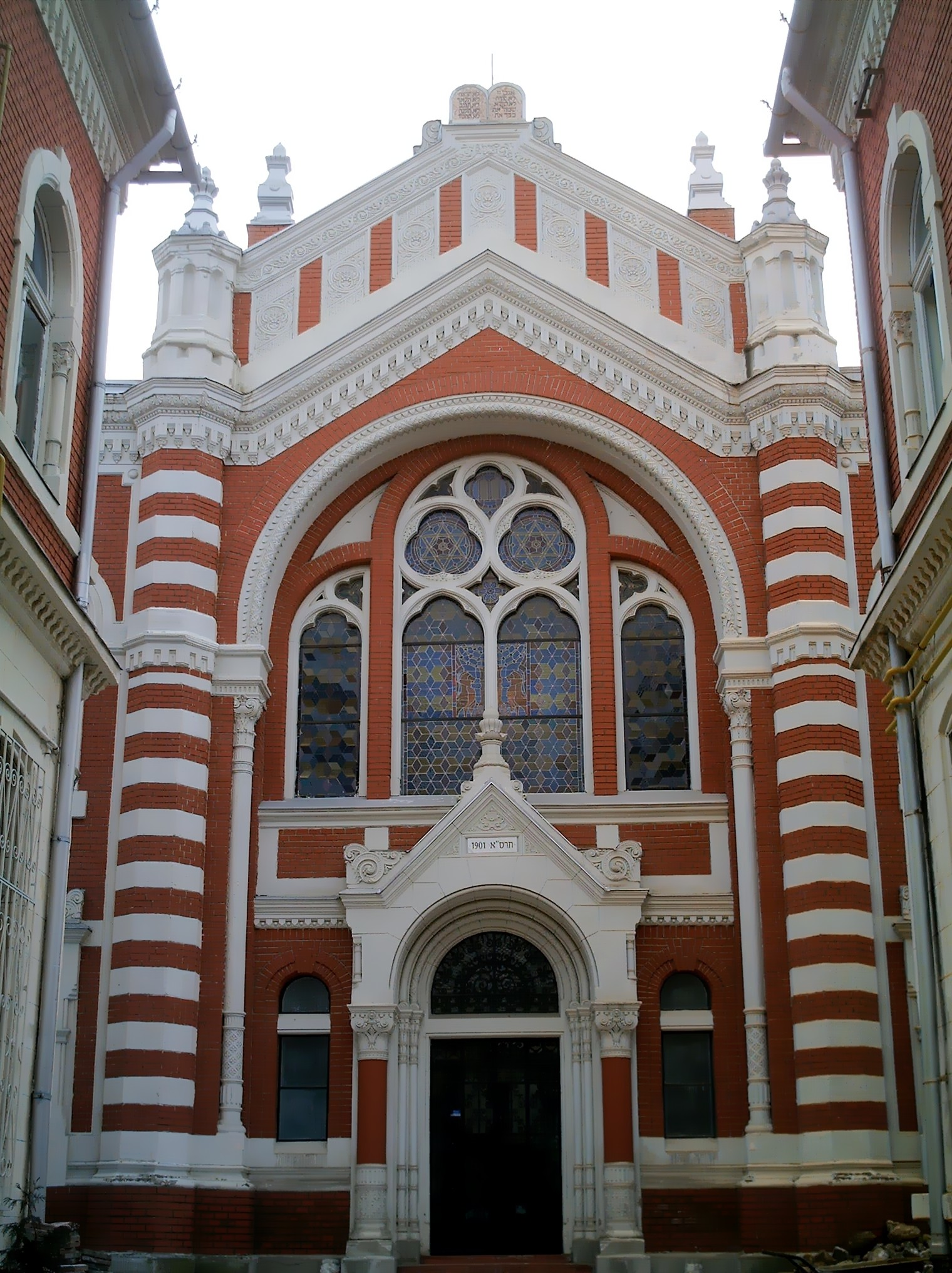
Sinagoga Neologă din Brașov

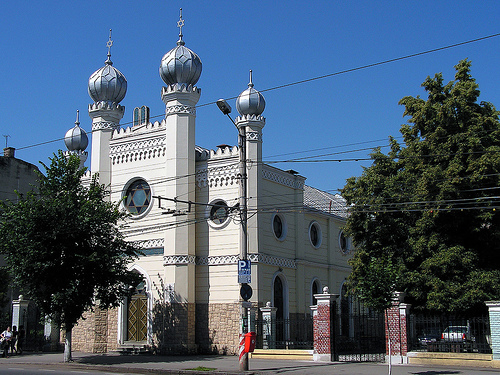
Sinagoga Neologă din Cluj

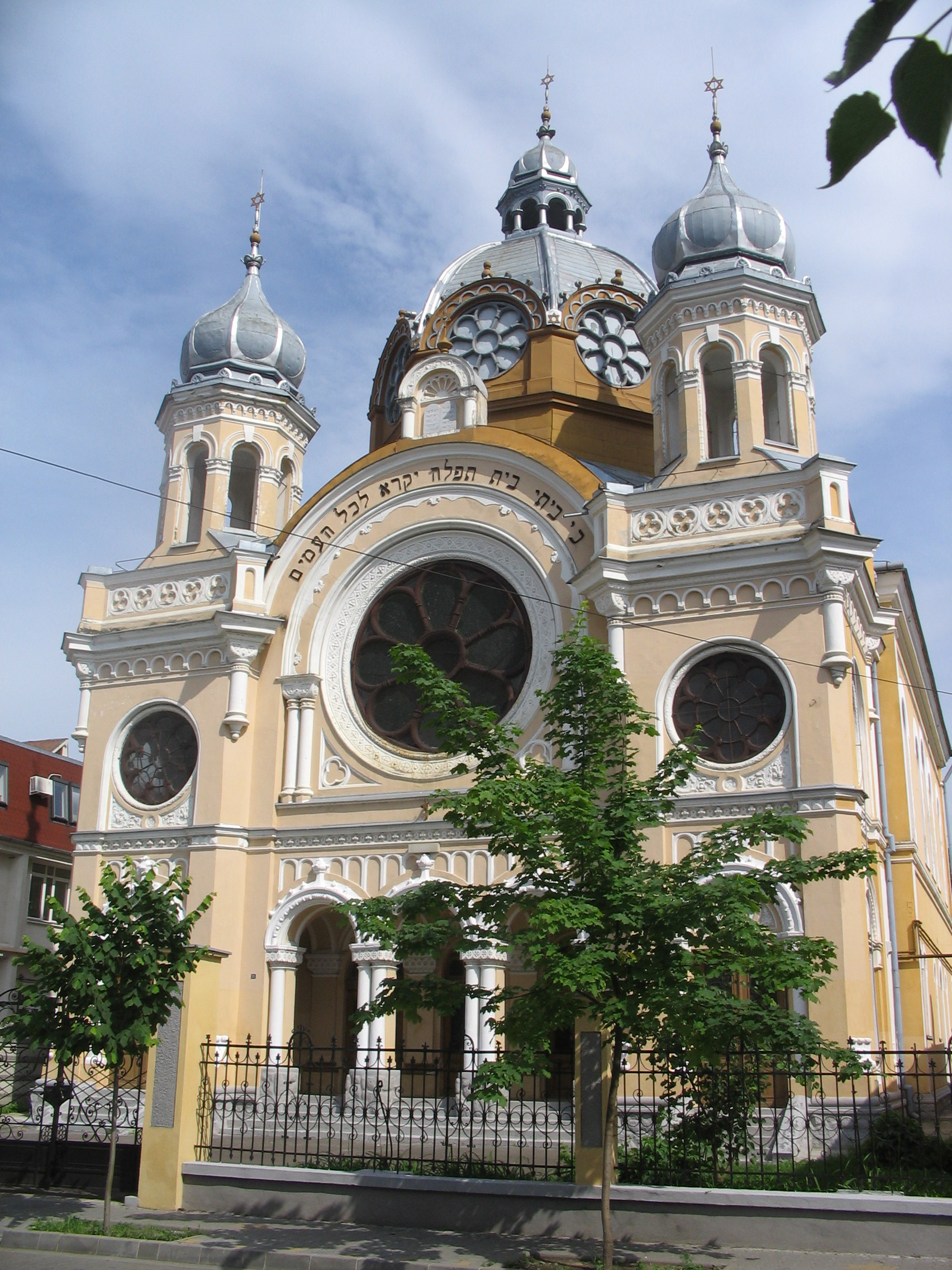
Sinagoga Status Quo Ante din Târgu Mureș

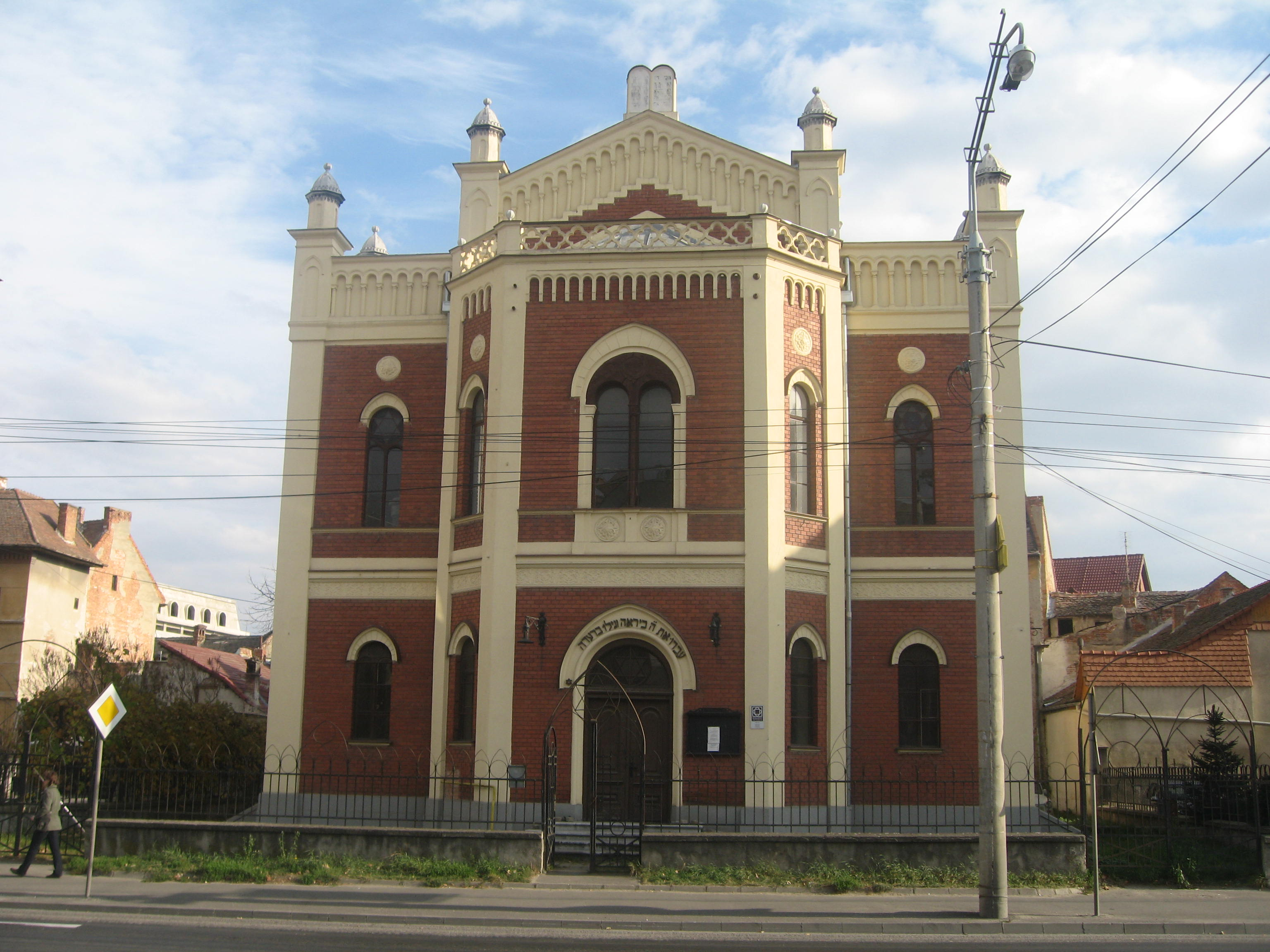
Sinagoga din Sibiu

  - Sinagoga Neologă (Templul Deportaților), 1887
  - Sinagoga Poale Țedek, str. George Barițiu 16, 1922
  - Sinagoga Șas Hevra, 1922
- Târgu Mureș
  - Sinagoga Status Quo Ante (Templul Mare), 1900
  - Sinagoga Mică, str. Brăilei, 1927
- Alte localități
  - Sinagoga din Bistrița, 1856
  - Sinagoga din Borsec, sec. XX
  - Sinagoga Mare din Dej (Templul "Înfrățirea"), 1907
  - Templul Mare din Deva, 1896
  - Templul din Făgăraș, 1900
  - Sinagoga din Gheorgheni, 1927
  - Sinagoga din Gherla, 1911
  - Sinagoga din Hațeg, 1864
  - Sinagoga din Jibou
  - Sinagoga din Mediaș, 1896
  - Sinagoga din Orăștie, 1878
  - Sinagoga Mare din Sibiu, 1899
  - Sinagoga din Sighișoara, 1903
  - Sinagoga din Șimleu Silvaniei, 1876
  - Sinagoga din Târnăveni, sec. XIX
  - Sinagoga din Turda, 1926
  - Sinagoga din Zalău